# Franko Kovačević
Franko Kovačević (Koprivnica, 8 agosto 1999) è un calciatore croato, attaccante del Celje.

## Caratteristiche tecniche
È un attaccante duttile, in grado di ricoprire più posizioni, ed è stato principalmente impiegato come punta in un attacco a due o come ala sinistra in un attacco a tre. Veloce e dinamico, il suo gioco è molto verticale ed è molto abile nell'attaccare la profondità.

## Carriera

### Club

#### Gli inizi nell'Hajduk Spalato ed il Rudeš
Cresciuto nelle giovanili di Varteks Varaždin, Bjelovar e Rijeka, il 16 giugno 2017 si accasa all'Hajduk Spalato. Esordisce in prima squadra il 24 agosto seguente, subentra ad Hamza Barry in occasione del turno di ritorno del play-off di Europa League pareggiato contro l'Everton (1-1). Il 20 settembre fa il suo esordio in Coppa di Croazia in occasione del sedicesimo di finale vinto 3-0 contro l'Oriolik Oriovac. Il 3 marzo 2018, invece, debutta in campionato disputando dal primo minuto il match vinto contro il Rudeš (1-0).
Il 15 febbraio 2019 viene girato in prestito al Rudeš fino al termine della stagione. Sette giorni dopo debutta con i Rudešani, subentra a Luka Pasariček in occasione della sconfitta di campionato per mano del Rijeka (2-4).
Al termine della stagione, il Rudeš esercita il diritto di riscatto del cartellino del giocatore per poi venderlo all'Hoffenheim II.

#### I prestiti al FC Cincinnati ed al Pafos
Il 12 ottobre 2020 viene ceduto in prestito al FC Cincinnati fino al 30 giugno 2021. Debutta con il Cincinnati l'8 novembre seguente in occasione del match di campionato perso 2-1 contro l'Inter Miami. Al termine del prestito questo viene rinnovato ulteriormente permettendo così a Kovačević di collezionare altre tre presenze in MLS.
In seguito all'esperienza statunitense, il 30 luglio 2021, viene ufficializzata la sua cessione in prestito annuale al Pafos. Durante la sua esperienza a Cipro colleziona 28 presenze in partite ufficiali, trovando anche una rete in campionato, sotto la guida dell'allenatore sloveno Darko Milanič.

#### Domžale
Il 12 agosto 2022 firma un contratto triennale con la slovena Domžale. Debutta due giorni dopo trovando anche la prima rete con la maglia dei Ravbarji, in occasione del match di campionato vinto contro il Maribor (3-2). Il 12 marzo 2023 mette a referto una doppietta nella trasferta di campionato vinta contro l'Olimpia Lubiana (1-4). Conclude la prima stagione al Domžale con 12 reti in 30 presenze in campionato. Il 13 luglio dello stesso anno trova la prima marcatura in una competizione europea, nel match di Conference League perso 1-4 contro il Balzan.

#### Il Wehen Wiesbaden ed il prestito in Sud Corea
Il 3 agosto si trasferisce al Wehen Wiesbaden militante in 2. Bundesliga. Esordisce il giorno seguente subentrando a Ivan Prtajin nella trasferta vinta 0-1 contro l'Hertha Berlino. Il 27 settembre fa il suo debutto in Coppa di Germania, subentra a Sascha Mockenhaupt nella sconfitta al primo turno per mano del RB Lipsia (2-3). Sempre contro l'Hertha Berlino, il 27 gennaio 2024, mette a referto la sua prima doppietta con la casacca dei Taunussteiner.
Il 10 luglio seguente viene ceduto in prestito al Gangwon.

### Nazionale
Ha giocato nelle nazionali giovanili croate Under-17 ed Under-18.
Il 14 novembre 2019 fa il suo debutto con la Croazia Under-21, subentra al posto di Petar Musa nel match in esterna vinto contro la Lituania.

## Statistiche

### Cronologia presenze e reti in nazionale
| Cronologia completa delle presenze e delle reti in nazionale ― Croazia under 21 | Cronologia completa delle presenze e delle reti in nazionale ― Croazia under 21 | Cronologia completa delle presenze e delle reti in nazionale ― Croazia under 21 | Cronologia completa delle presenze e delle reti in nazionale ― Croazia under 21 | Cronologia completa delle presenze e delle reti in nazionale ― Croazia under 21 | Cronologia completa delle presenze e delle reti in nazionale ― Croazia under 21 | Cronologia completa delle presenze e delle reti in nazionale ― Croazia under 21 | Cronologia completa delle presenze e delle reti in nazionale ― Croazia under 21 |
| Data                                                                            | Città                                                                           | In casa                                                                         | Risultato                                                                       | Ospiti                                                                          | Competizione                                                                    | Reti                                                                            | Note                                                                            |
| ------------------------------------------------------------------------------- | ------------------------------------------------------------------------------- | ------------------------------------------------------------------------------- | ------------------------------------------------------------------------------- | ------------------------------------------------------------------------------- | ------------------------------------------------------------------------------- | ------------------------------------------------------------------------------- | ------------------------------------------------------------------------------- |
| 14-11-2019                                                                      | Vilnius                                                                         | Lituania under 21                                                               | 1 – 3                                                                           | Croazia under 21                                                                | Qual. Europeo Under-21 2021                                                     | -                                                                               | 75’                                                                             |
| Totale                                                                          |                                                                                 | Presenze                                                                        | 1                                                                               |                                                                                 | Reti                                                                            | 0                                                                               |                                                                                 |